# Sønder Bjert
Sønder Bjert is een plaats in de Deense regio Zuid-Denemarken, gemeente Kolding, en telt 1974 inwoners (2007). Het dorp omvat tegenwoordig ook Agtrup dat eerder als aparte kern werd beschouwd. Bjert ligt aan de voormalige spoorlijn Kolding - Vamdrup. Het stationsgebouw is bewaard gebleven.